# Kirchenreform
Kirchenreform zielt – wie alle Reformen – auf die Veränderung eines Zustandes der einen, von Jesus Christus gewollten bzw. gestifteten Kirche in ihrer universalen Einheit oder einer ihrer Ausprägungen in ihrer Vielfalt, insbesondere auch Reformen von deren Verfassung(en), Organisation(en) und Grundvollzügen (z. B. Liturgie) und dem damit verbundenen Versuch, ihre Einheit (Ökumene) und ihre Sendung authentisch wiederherzustellen. Je nach dem betroffenen Bereich bzw. Aspekt spricht man infolgedessen zum Beispiel auch von Liturgiereform, Klerikerreform oder Ordens- und Klosterreform.

## Biblische Reformverständnis und paulinische Reformen
In der Bibel kommt in der lateinischen Übersetzung das Wort reformatio im Neuen Testament zum Beispiel im Brief des Paulus an die Römer (Röm 12,2) vor. Paulus stellt dabei den Aspekt einer schöpferischen Erneuerung in Christus und der Einheit in Christus in den Mittelpunkt. Insofern kann die von Paulus eingeforderte und vom Apostelkonzil getroffene Entscheidung, im Rahmen der Heidenmission auf die Beschneidung zu verzichten, als eine erste der universalen Sendung und Einheit entsprechenden „Kirchenreform“ angesehen werden, wenn man davon absieht, dass es sich dabei dem Selbstverständnis der Urkirche nach immer noch um einen christlichen Reformversuch der Synagoge handelte.

## Reformverständnis der Kirchenväter und Reformen in der Frühen Kirche
Sowohl die griechischen wie die lateinischen Kirchenväter verbinden mit den Begriffen reformare und reformatio in der Regel den biblisch-heilsgeschichtlichen Gedanken einer personalen Erneuerung auch die Vorstellung von der Erreichung eines qualitativ besseren Zustandes. Diese Idee von einer reformatio in melius findet sich insbesondere bei Tertullian, Ambrosius von Mailand und Augustinus von Hippo. Auch wenn sich die häufig Augustinus zugeschriebene Formulierung „Ecclesia semper reformanda“ in seinem Werk nicht findet, hat er den „Reformatio“-Begriff mehrfach auch auf die Kirche hin definiert. Er stellte fest, dass Reform der Kirche eine Rückkehr der „Kirche Kains“ zur „Kirche Abels“, von der civitas terrena zur Civitas Dei bedeutet. Dabei begriff er insbesondere das Mönchsleben als reformatio, die die Mönche auf besondere Weise dem „Gesetz“ Christi unterwirft.

## Mittelalterliche Kirchenreformen
Im Mittelalter wird das Wort reformare immer mehr in gesellschaftlichen Vorgängen als reparare (wiederherstellen) und renovare (erneuern) verstanden, auch in Bezug auf die Kirche. Dabei geht es aber nicht um die Wiederherstellung eines früheren oder die Schaffung eines zukünftigen Zustandes, sondern um eine der Sache dienliche Verbesserung. Insbesondere seit dem Hoch- und Spätmittelalter taucht der Gedanke auf, in diesem Sinne auch die Kirche reformieren zu müssen. Das betrifft in diesem Fall den Zustand der Kirche an sich oder die Kirchenverfassung im Speziellen. Somit handelt es sich erstmals um Kirchenreformen im engeren Sinn.

### Kirchenreform als Klosterreform (910–1122)
Um das Jahr 900 wurde die äußere und innere Bedrohung der mittelalterlichen Kirche besonders stark und die Krise der Kirche offensichtlich. Erzbischof Herivaeus von Reims sprach 909 auf der Synode von Trosly davon, dass die christliche Religion wanke, die Welt „dem Verderben nahe“ und dies insbesondere am Zustand der Klöster zu beobachten sei:

„Nirgends mehr werden in den Klöstern die Vorschriften der Regel beachtet; nirgends gibt es noch kanonisch eingesetzte Leiter der Abteien. […] Weltliche Herren beherrschen die meisten Klöster.“

Gerade weil aber den Klöstern wie schon bei der Christianisierung auch bei der Reformierung der Kirche eine besondere Rolle beigemessen wurde, setzten die Reformbemühungen in den Klöstern an. Sie ging wesentlich vom 910 begründeten Abtei Cluny (Cluniazensische Reform) aus und weitete sich über die Abtei Brogne und die Abtei Gorze (Gorzer Reform) und Hirsau (Hirsauer Reform) sowie die englischen und italienischen Reformmönche aus.

### Kirchenreform und Hochmittelalter (1046–1215)
Gerade die Friedensbewegungen, die in der universellen Reinigung der Kirche eine Voraussetzung des Friedens sah, resultieren aus den neuen monastischen und eremitischen Reformidealen. Neben die Klosterreform und Mönchsreform trat nun aber auch eine Klerikerreform, die sich gerade die sogenannten deutschen Reformpäpste (1046–1057) und die Synode von Sutri 1046 zum Anliegen machten. Hermann Jakobs charakterisierte sie als „Frühreform“.
Bis zu seinem Tod 1085 war Papst Gregor VII. ein großer Reformer, weshalb nach ihm auch die sogenannten Gregorianische Reformen benannt sind.

### Kirchenreform und Reformkonzilien (ab 1215)
Seit 1215 wurden dazu päpstliche Konzilien einberufen und der Begriff auf die gesamte Kirche ausgedehnt und schließlich in den Reformkonzilien des 15. Jahrhunderts in Angriff genommen. Tatsächlich wurden auch eine Fülle von Ordens- und Bistumsreformen und Reformen ganzer Landeskirchen durchgeführt. Jedoch unterblieb eine Reform der Kirche als Ganzes und so mündete die eigentlich geplante Reform der katholischen Kirche des 16. Jahrhunderts in der Reformation.

## Kirchenreformbewegungen im 19. und 20. Jahrhundert

### Katholische Entwicklungen zwischen Modernismus und Traditionalismus
Pius IX. begann in seiner langen Amtszeit (1846 bis 1878) einen Kampf gegen theologische Strömungen, die als Modernismus bekannt wurden. Als ein Meilenstein dieses Kampfes gilt der „Syllabus errorum“ (1864). Seine Nachfolger Leo XIII. und Pius X. (letzterer bezeichnete den Modernismus als „Sammelbecken aller Häresien“) setzten diesen Kampf fort; Benedikt XV. (1914 bis 1922) dämmte die antimodernistischen Bestrebungen integralistischer Kreise ein. Viele damalige Antimodernisten begriffen ihren innerkirchlichen Kampf als eine Kirchenreform.